# Jean Colombe
Jean Colombe (lat. Ioannes Colombus; Bourges, o. 1430. — o. 1493.) bio je francuski umjetnik koji je izrađivao minijature, a najpoznatiji je po svom radu na rukopisu Vrlo bogati časoslov berryskoga vojvode. 

## Djela
- Heures de Louis de Laval (1470. – 1472.)
- Les Passages d'oultre mer du noble Godefroy de Bouillon, du bon roy Saint Loys et de plusieurs vertueux princes[1] (oko 1475.)
- Vrlo bogati časoslov berryskoga vojvode (Colombe je dovršio ovo djelo)

## Obitelj
Bio je sin Philippea Colombea i njegove supruge Guillemette te brat kipara Michela Colombea.